# 紀元前836年
紀元前836年（きげんぜん836ねん）は、西暦による年。

## 他の紀年法
- 干支 : 乙丑
- 中国
  - 周 - 共和6年
  - 魯 - 真公20年
  - 斉 - 武公15年
  - 晋 - 釐侯5年
  - 秦 - 秦仲9年
  - 楚 - 熊厳2年
  - 宋 - 釐公23年
  - 衛 - 釐侯19年
  - 陳 - 幽公19年
  - 蔡 - 夷侯2年
  - 曹 - 夷伯29年
  - 燕 - 恵侯29年
- 朝鮮
  - 檀紀1498年
- ユダヤ暦 : 2925年 - 2926年
- アッシリア暦 : 3915年
- 人類紀元 : 9165年